# Katedralen i Turin

Katedralen i Turin, italienska Duomo di Torino, är Turins huvudkyrka. Den är helgad åt Johannes Döparen och kallas därför också Johannes Döparens katedral, Duomo di San Giovanni Battista. Johannes döparen är Turins skyddshelgon. Den byggdes 1491-1498 bredvid en kampanil från 1470. Den heliga svepningens kapell lades till byggnaden 1668-1694 och hyser Turinsvepningen, ett tygstycke som sägs vara en del av den svepning Jesus lades i när han togs ner från korset. På svepningen kan man se ett avtryck av något som liknar ett ansikte med skägg och som av troende anses vara ett avtryck av Jesus.

## Historia
Kyrkan ligger på den plats där teatern i den romerska staden Augusta Taourinorum var belägen. Lombarderna byggde tre kyrkor på platsen på 600-talet. De tre kyrkorna var helgade åt Jesus, Maria av Dopno och Johannes Döparen. Kyrkorna revs 1490-1492 för att ge plats till den nuvarande katedralen som började byggas 1491. Kampanilen som byggdes redan 1470 ersattes inte och är densamma idag. Filippo Juvarra genomförde förändringar på 1600-talet. Påven Leo IX bekräftade kyrkan som metropolitiskt säte 1515.
Ett utbyggnadsprojekt av katedralen startades 1649 när Bernardino Quadri anlände till Turin för att ingå i hertigen Carlo Emanuele II av Savojens hov. Anledningen var att skapa en värdigare och lyxigare plats för svepningen.
Quadri's skapelse baserades på ett tidigare projekt av Carlo di Castellamonte, med ett ovalt kapell bakom koret. År 1667 kallades Guarino Guarini in för att avsluta uppgiften. Kupolen avslutades 1694.
En brand utbröt den 11 april 1997 i katedralen, och hotade svepningen. Brandmannen Mario Trematore lyckades rädda svepingen från den inbrottskyddade plats där den var belägen.